# Ecclesia in Africa
Ecclesia in Africa (česky Církev v Africe) je apoštolská exhortace papeže Jana Pavla II. z roku 1995.
Dokument je výsledkem prvního zvláštního shromáždění biskupské synody pro Afriku (10. dubna – 8. května 1994). V úvodu papež zdůraznil, že „nadešla hodina Afriky“, tj. že nastal čas většího nasazení pro evangelizační práci na kontinentu. Jan Pavel II. exhortaci podepsal 14. září 1995 v Yaoundé během své 67. apoštolské cesty do Kamerunu, Jihoafrické republiky a Keni.

## Jednotlivé kapitoly
Je rozdělena do sedmi kapitol a zabývá se důležitou situací afrického obyvatelstva. První kapitola zdůrazňuje historický církevní moment, který vyplývá z uskutečnění africké synody pro tento kontinent.
Druhá kapitola se zaměřuje na církev v Africe. Je zde představena historie evangelizace a poukázáno na současné problémy církve v Africe. Jsou ukázána horká místa sociálních sítí a vyzdviženy pozitivní hodnoty. Pozornost je věnována vzniku evangelizačních agentur.
Třetí kapitola je věnována hlásání a poslání církve, jsou zde rozpracovány teologické základy založené na dialogu. Jako důležitý je zdůrazněn plný rozvoj člověka a vyzdviženo využití sociálních médií.
Čtvrtá kapitola začíná pohledem do třetího století a nastiňuje současné výzvy. Důležitá je spolupráce s rodinami, význam vzdělání a důstojnost a role mužů a žen. Pátá kapitola se zabývá jasnými strukturami evangelizace a jejich nositeli. Všichni duchovní jsou vyzváni k realizaci těchto požadavků a k využití všech dostupných prostředků.
Šestá kapitola se zabývá teologickými očekáváními a popisuje oblasti, které vzbuzují obavy. Jako příklady jsou popsány otázky týkající se mládeže, metly AIDS, uprchlíků, vysokého státního dluhu a důstojnosti afrických žen.
V sedmé kapitole a na jejím konci je opět vyjádřeno, že misie je otevřená a že pastorační solidarita je základním kamenem na cestě k novému křesťanskému tisíciletí.